# Die verlorene Ehre der Katharina Blum

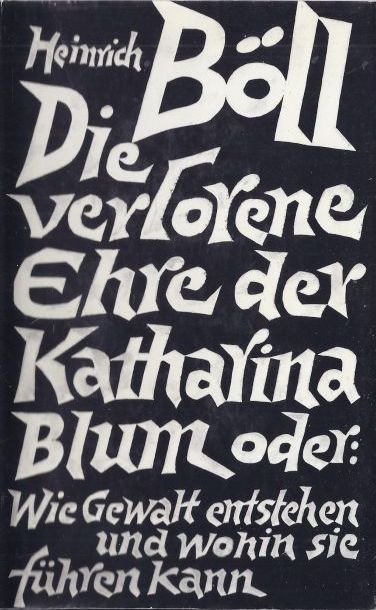
Buchcover von 1974

Die verlorene Ehre der Katharina Blum oder: Wie Gewalt entstehen und wohin sie führen kann ist eine 1974 erschienene Erzählung von Heinrich Böll, die sich kritisch mit den Praktiken der Boulevardpresse auseinandersetzt. Ein Vorabdruck mit Illustrationen des Berliner Grafikers Klaus Vogelgesang erschien ab 29. Juli 1974 im Wochenmagazin Der Spiegel. Gegen die Veröffentlichung der Illustrationen ging der Axel-Springer-Verlag gerichtlich vor.
Böll beschreibt in der Erzählung, wie eine bisher unbescholtene Frau, Katharina Blum, wegen ihrer Freundschaft zu einem Straftäter Opfer der Sensationsgier der Boulevardpresse wird. Insbesondere geht es um die menschenverachtende Berichterstattung eines Blattes, das immer nur die ZEITUNG genannt wird. In einer Vorbemerkung erläutert Böll dazu:

„Personen und Handlung dieser Erzählung sind frei erfunden. Sollten sich bei der Schilderung gewisser journalistischer Praktiken Ähnlichkeiten mit den Praktiken der Bild-Zeitung ergeben haben, so sind diese Ähnlichkeiten weder beabsichtigt noch zufällig, sondern unvermeidlich.“

Die ZEITUNG verunglimpft die Protagonistin über einen längeren Zeitraum mehrfach und in verschiedenen Varianten als eiskalte, berechnende „Terroristenbraut“ und stellt sie damit vor ihrem gesamten Umfeld bloß. In der Folge erhält Katharina Blum zudem eine Vielzahl von obszönen, hasserfüllten und beleidigenden anonymen Anrufen und Briefen. Als infolge der Ereignisse ihre schwerkranke Mutter stirbt, tötet sie schließlich aus Wut und Verzweiflung den verantwortlichen Reporter.
In einem später verfassten Nachwort bezeichnete Heinrich Böll seine Erzählung selbst als ein Pamphlet, das auf die seiner Meinung nach negative, konfliktverstärkende Rolle des Sensationsjournalismus im Zusammenhang mit dem Terrorismus der Rote Armee Fraktion hinweisen sollte. Böll sah sich selbst wegen früherer, missverstandener oder bewusst missinterpretierter Publikationen als Opfer einer Medienkampagne, die ihn als „Sympathisant“ von Terroristen darstellte.
Mit weltweit 2,7 Millionen verkauften Exemplaren bis 2017 ist die Erzählung Bölls meistverkaufte Prosaarbeit.

## Inhalt
Im Jahr 1974 lernt die 27 Jahre alte Wirtschafterin Katharina Blum auf einer Karnevalsfeier Ludwig Götten kennen und verliebt sich in ihn. Sie verbringen gemeinsam die Nacht in Katharinas Wohnung. Götten wird verdächtigt, einen Bankraub und einen Mord verübt zu haben und Terrorist zu sein. Er wird deshalb von der Polizei beschattet, die seine Kontaktpersonen ermitteln will. Am Morgen stürmt die Polizei Katharina Blums Wohnung. Da sie Götten in der Nacht zur Flucht verholfen haben soll, wird Katharina Blum vorläufig festgenommen und verhört.
Die ZEITUNG stellt den Verdacht gegen Götten als Tatsache hin. Tatsächlich ist der Verdacht falsch: Götten hat einen Safe der Bundeswehr ausgeplündert, Bilanzen gefälscht und Waffen gestohlen, aber keinen Mord oder Bankraub begangen. Die ZEITUNG stellt Katharina als Göttens Mittäterin und „Flittchen“ hin. Sie behauptet, Katharina habe Götten schon seit Jahren gekannt, da andere Hausbewohner gegenüber der Polizei angeben, sie habe „Herrenbesuche“ empfangen. Tatsächlich ist dieser „Herrenbesuch“ ein bekannter Industrieller, den Katharina bei ihrem Arbeitgeber kennengelernt hatte; obwohl sie ihn stets abwies, hörte er nicht auf, sie zu bedrängen.
Die ZEITUNG verfälscht Aussagen von Personen, die Katharina kennen. So wird etwa aus dem Satz „Katharina ist eine sehr kluge und kühle Person“ in der ZEITUNG die Beschreibung „eiskalt und berechnend“. Die Charakterisierung „Wenn Katharina radikal ist, dann ist sie radikal hilfsbereit, planvoll und intelligent“ wird durch die ZEITUNG verdreht in „Eine in jeder Beziehung radikale Person, die uns geschickt getäuscht hat“. Der ZEITUNGsreporter Werner Tötges behauptet, Katharinas sterbende Mutter im Krankenhaus aufgesucht zu haben, wo er sie mit den Vorwürfen gegen ihre Tochter konfrontiert habe. Am darauffolgenden Tag stirbt die Mutter. Infolge der Berichterstattung der ZEITUNG wird Katharina mit beleidigenden, hasserfüllten und obszönen Anrufen und Zuschriften bombardiert. Die zu Beginn gesellschaftlich voll integrierte junge Frau wird zu einer verachteten Außenseiterin. Auf den tröstenden Hinweis, dass es auch andere Zeitungen gebe, die korrekt berichteten, erwidert sie: „Alle Leute, die ich kenne, lesen die ZEITUNG!“
Nachdem Götten verhaftet ist, verabredet sich Katharina mit Tötges unter dem Vorwand, ihm ein Interview geben zu wollen, und erschießt ihn, als er ihr – wie viele andere Männer vorher – „an die Kledage“ (Kleidung) geht: „Was guckst du mich denn so entgeistert an, mein Blümelein – ich schlage vor, daß wir jetzt erst einmal bumsen.“ Danach streift Katharina durch die Stadt, „um Reue zu finden, habe aber keine Reue gefunden“, und stellt sich schließlich der Polizei.
In einer Entwurfsniederschrift der Erzählung hatte Böll einen Schluss mit einem Selbstmordversuch Katharinas konzipiert.

## Hintergrund
Heinrich Böll sah sich seit seiner kritischen Stellungnahme „Will Ulrike Gnade oder freies Geleit?“, die 1972 im Magazin Der Spiegel erschien, selbst als Opfer einer Rufmord- und Hetzkampagne, die in ihm einen so genannten Sympathisanten des Terrorismus der Rote Armee Fraktion (RAF) erkennen wollte. Mit „Die verlorene Ehre der Katharina Blum“ reagierte er auf die Berichterstattung der Boulevardzeitung Bild und auf die Gewaltdebatte der 1970er Jahre, prangerte mit seiner Erzählung den Sensationsjournalismus an und veranschaulichte die möglichen Folgen.

„Die Gewalt von Worten kann manchmal schlimmer sein als die von Ohrfeigen und Pistolen.“

Zum Hintergrund der Erzählung gehört auch, wie Böll selbst mehrfach in Briefen hervorhebt, die journalistische Treibjagd gegen den in Hannover lehrenden Psychologieprofessor Peter Brückner, der das RAF-Mitglied Ulrike Meinhof einmal über Nacht beherbergt hatte.

## Adaptionen
Die Erzählung wurde 1975 von Volker Schlöndorff und Margarethe von Trotta unter dem gleichen Titel (Die verlorene Ehre der Katharina Blum) verfilmt. Der Film feierte am 10. Oktober 1975 in neun Kinos der Bundesrepublik Premiere. Margarethe von Trotta führte im Mai 1976 ein Stück „nach der Erzählung von Heinrich Böll“ an der Werkstattbühne des Bonner Stadttheaters auf. Anders als Schlöndorffs Verfilmung erhielt die Bühnenfassung wesentlich mehr negative Kritiken.
Bereits ein Jahr später produzierte der ORF Oberösterreich eine knapp 50-minütige Hörspielfassung von Margarethe von Trotta, ebenfalls unter dem Titel Die verlorene Ehre der Katharina Blum. Die Erstsendung fand am 16. März 1977 statt. Unter der Regie von Ferry Bauer sprachen u. a. Vera Borek, Silvia Glogner, Michael Thomas, Jochen Brockmann, Günther Panak, Gert Heidenreich und Günther Sauer.
In The Lost Honor of Kathryn Beck wurde die Erzählung für das US-amerikanische Fernsehen verfilmt und am 24. Januar 1984 von dem Sender CBS ausgestrahlt. Darsteller sind u. a. der Country-Sänger und Filmschauspieler Kris Kristofferson (in der Rolle des flüchtigen Terroristen Ben Cole) sowie Marlo Thomas (in der Rolle der Kathryn Beck).
Am 20. April 1991 wurde am Stadttheater Bielefeld Tilo Medeks Katharina Blum. Oper in fünf Tagen und einem Nachspiel uraufgeführt. Das Libretto stammt von Dorothea Medek, der Ehefrau des Komponisten. Das Echo der Kritik war überwiegend negativ.
1997 produzierte der SWF eine Hörspielfassung von Hermann Naber (Hörspielbearbeitung und Regie) unter dem Titel Die verlorene Ehre der Katharina Blum oder Wie Gewalt entstehen und wohin sie führen kann mit den Sprechern: Katharina Zapatka, Krista Posch, Hannelore Hoger, Friedhelm Ptok, Walter Renneisen, Uwe Friedrichsen und weitere. Die Musik stammt von Mauricio Kagel.
Die ungarische Übersetzung von Ambrus Bor wurde von Géza Bereményi als Theaterstück überarbeitet und seit den 1990er Jahren in mehreren ungarischen Städten aufgeführt.
Am 10. November 2023 veröffentlichte der Rapper Disarstar den Song "Die verlorene Ehre der Katharina Blum".

## Rezeption
Heinrich Böll wurde nach der Veröffentlichung seiner Erzählung und auch nach der Verfilmung durch Volker Schlöndorff sowohl von Journalisten als auch von Politikern heftig attackiert. Anlässlich der Ausstrahlung des Films im ARD-Fernsehen schrieb Enno von Loewenstern am 29. Mai 1978 in Die Welt, die genau wie die im Buch kritisierte Bild-Zeitung im Axel-Springer-Verlag erscheint: „Zweifellos hat Böll zur Hoffähigmachung der Bande [Anm: gemeint war die RAF] mehr beigetragen als irgend jemand. Und zu ihrer Ermutigung. Sein Buch schildert in der empfehlendsten Weise, wie ein ‚Bild‘-Reporter ermordet wird.“
Auch der spätere Bundespräsident Karl Carstens (CDU) äußerte sich sehr kritisch. Offensichtlich in Unkenntnis wesentlicher Fakten und des Inhalts des Buchs appellierte er an die Deutschen:
„Ich fordere die ganze Bevölkerung auf, sich von der Terrortätigkeit zu distanzieren, insbesondere den Dichter Heinrich Böll, der noch vor wenigen Monaten unter dem Pseudonym Katharina Blüm {sic} ein Buch geschrieben hat, das eine Rechtfertigung von Gewalt darstellt.“ Dies setzte Carstens zahlreichen spöttischen Attacken aus, der Spiegel zitierte den Satz später sogar in seinem Nachruf. Der Grafiker und Polit-Aktivist Klaus Staeck entwarf auf Bölls Bitte infolge dieser Äußerung ein Plakat, auf dem Carstens auf einer Kuh reitend dargestellt war, mit der Überschrift „Professor Carstens reitet für Deutschland“ und dem vollen Zitat. Der Satz wurde teilweise als symptomatisch für die Qualität der Kritik an Böll angesehen. Staeck schrieb zu Carstens’ Aussage später, dies sei „einer jener unvergessenen, vor Unkenntnis, gar Dummheit strotzenden Sätze aus der Zeit des Deutschen Herbstes.“ Mit dem christlich-sozialen Intellektuellen und damaligen bayerischen Kultusminister Hans Maier tauschte sich Böll hingegen in einem Briefwechsel in versöhnlicherem Ton über seine Erzählung aus.
Der Literaturkritiker Marcel Reich-Ranicki schrieb: „Auch wenn Bölls Bücher höchst zwiespältige und fragwürdige Produkte waren […], so bewiesen sie doch einen einzigartigen Blick, ein schlechthin phänomenales Gespür für jene Motive, Situationen und Stimmungen, in denen ‚das Aktuelle‘ wie von selbst zum Vorschein kommt und anschaulich wird. Was Böll erzählt, mag besser oder schlechter sein. Aber es traf und trifft die deutsche Gegenwart mitten ins Herz. Das gilt auch für die Geschichte von der ‚Verlorenen Ehre der Katharina Blum‘.“ (Frankfurter Allgemeine Zeitung. 24. August 1974)
Ähnlich urteilte der Publizist Klaus Rainer Röhl: „Dieses Buch wird stärkere Wirkungen haben als die ganze Kampagne ‚Enteignet Springer‘.“ (das da. August 1974)
Bereits kurz nach ihrem Erscheinen wurde Die verlorene Ehre der Katharina Blum in vielen Bundesländern zur Schullektüre.
Der britische Fernsehfilm Die verlorene Ehre des Christopher Jefferies (2014), der sich ebenfalls kritisch mit den Praktiken der Boulevardpresse auseinandersetzt, referenziert den Titel von Bölls Werk.

### Ausgaben
- Der Text der Erzählung liegt als dtv-Taschenbuch vor, ISBN 3-423-01150-5. Diese 1976 erstmals veröffentlichte Ausgabe hat Böll gegenüber dem Erstdruck im Nachrichtenmagazin Der Spiegel und gegenüber der ersten Buchausgabe bei Kiepenheuer & Witsch (Köln 1974, ISBN 3-462-01033-6, 10 Wochen lang im Jahr 1974 auf Platz 1 der Spiegel-Bestsellerliste) an einigen Stellen korrigiert.
- Veröffentlichung innerhalb der Werkausgabe Heinrich Böll: Werke (Kölner Ausgabe), Band 18. Kiepenheuer & Witsch, Köln 2002, ISBN 3-462-03260-7 Vgl. dazu den kritischen Beitrag von Werner Bellmann in der Fachzeitschrift Wirkendes Wort (2004).
- Wichtige Selbstaussagen Bölls zu dieser Erzählung enthält das Nachwort, das er 1984 für eine KiWi-Taschenbuchausgabe geschrieben hat („Zehn Jahre später“).

### Forschungsliteratur
- Bibliographie von Forschungsliteratur und Rezensionen: Bibliographie / Interpretationen zu Heinrich Böll (Memento vom 26. Juli 2011 im Internet Archive)
- Bernd Balzer: Das literarische Werk Heinrich Bölls. Einführung und Kommentare. Deutscher Taschenbuch Verlag, München, 1997. [Zu Katharina Blum: S. 342–355.]
- Werner Bellmann:[13] Heinrich Böll. Die verlorene Ehre der Katharina Blum. In: Erzählungen des 20. Jahrhunderts. Interpretationen. Band 2, Reclam, Stuttgart 1996, ISBN 3-15-009463-1, S. 183–204.
- Werner Bellmann, Christine Hummel: Heinrich Böll, „Die verlorene Ehre der Katharina Blum“. Erläuterungen und Dokumente. Reclam, Stuttgart 1999, ISBN 3-15-016011-1. [Der Band enthält auch Informationen und Dokumente zu Schlöndorffs Film und zu Medeks Oper, ferner detaillierte Literaturangaben.]
- Werner Bellmann: Notizen zu Heinrich Bölls Erzählung „Die verlorene Ehre der Katharina Blum“. In: Wirkendes Wort. 54 (2004) Heft 2. WVT Wissenschaftlicher Verlag Trier, ISBN 3-88476-696-1, S. 165–170.
- Hanno Beth: Rufmord und Mord: die publizistische Dimension der Gewalt. Zu Heinrich Bölls Erzählung „Die verlorene Ehre der Katharina Blum“. In: Hanno Beth (Hrsg.): Heinrich Böll. Eine Einführung in das Gesamtwerk in Einzelinterpretationen. 2., überarb. Auflage. Cornelsen Verlag Scriptor, Königstein (Ts.) 1980, ISBN 3-589-20740-X, S. 69–95.
- Klaus Jeziorkowski: Die verlorene Ehre der Katharina Blum. In: Werner Bellmann (Hrsg.): Heinrich Böll. Romane und Erzählungen. Interpretationen. Reclam, Stuttgart 2000, ISBN 3-15-017514-3, S. 249–267.
- Juliane Köster: Katharina Blum – die fremde Freundin. Über Identifikation als Erkenntnismittel. In: Diskussion Deutsch. 19, 1988, Heft 103, S. 606–621.
- Johanna Knoll: Fiktion eines Berichts: narrative Reflexe sozialgeschichtlicher Konstellationen in Heinrich Bölls "Die verlorene Ehre der Katharina Blum". In: Jahrbuch für internationale Germanistik. Heft 35/2, Bern 2004, S. 101–117.
- Sonja Krebs: Rechtsstaat und Pressefreiheit in Heinrich Bölls „Die verlorene Ehre der Katharina Blum“. Ein Beitrag zur Verfassungstheorie und Verfassungswirklichkeit im Spiegel der Literatur. Dissertation. Mainz 1990.
- Nigel Harris: „Die verlorene Ehre der Katharina Blum“: the problem of violence. In: Michael Butler (Hrsg.): The Narrative Fiction of Heinrich Böll. Social conscience and literary achievement. Cambridge University Press, 1994, ISBN 0-521-46538-9, S. 198–218.
- Eberhard Scheiffele: Kritische Sprachanalyse in Heinrich Bölls „Die verlorene Ehre der Katharina Blum“. In: Basis. Jahrbuch für deutsche Gegenwartsliteratur. 9, 1979, Suhrkamp Verlag, 1992, ISBN 3-518-37053-7, S. 169–187 und 268f.
- Annette Gruhn-Hülsmann: Textanalyse und Interpretation zu Heinrich Bölls „Die verlorene Ehre der Katharina Blum“. Königs Erläuterungen. Bange Verlag, 2011, ISBN 978-3-8044-1925-4.

### Rezensionen
- Helmut M. Braem: Im Zorn erzählt – und wie mit der Faust geschrieben. Heinrich Bölls neue Erzählung „Die verlorene Ehre der Katharina Blum“. In: Stuttgarter Zeitung. 17. August 1974, S. 50.
- Joachim Kaiser: Liebe und Haß der heiligen Katharina. Heinrich Böll: „Wie Gewalt entstehen und wohin sie führen kann“. In: Süddeutsche Zeitung. 10. August 1974, S. 76.
- Rolf Michaelis: Der gute Mensch von Gemmelsbroich. Nachdenken über die Krankheit unserer Zeit: Gewalt. Heinrich Bölls Erzählung „Die verlorene Ehre der Katharina Blum“. In: Die Zeit. Nr. 32/1974, S. 18.
- Andreas Oplatka: Große Erzählkunst auf knappem Raum. Heinrich Böll: „Die verlorene Ehre der Katharina Blum“. In: Neue Zürcher Zeitung. 14. August 1974 (Morgenausgabe), S. 23.
- Marcel Reich-Ranicki: Der deutschen Gegenwart mitten ins Herz. In: Frankfurter Allgemeine Zeitung. 24. August 1974. Literaturbeilage.
- Wolfram Schütte: Notwehr, Widerstand und Selbstrettung. Heinrich Bölls Erzählung „Die verlorene Ehre der Katharina Blum“. In: Frankfurter Rundschau. 10. August 1974, Beilage „Zeit und Bild“, S. IV.
- Dorothee Sölle: Heinrich Böll und die Eskalation der Gewalt. In: Merkur. 28, 1974, Heft 9, S. 885–887.